# Motorløb i Nakskov
|  | Denne artikel er oprettet af botten PalnaBot ud fra en ekstern database. Den kan derfor have sproglige fejl eller mangler. Denne skabelon kan fjernes efter kontrol af indholdet. |

Motorløb i Nakskov er en film med ukendt instruktør.

## Handling
Ved motorløbet i Nakskov deltager både automobiler og motorcykler. Herefter følger optagelser til en fiktionsfilm, hvor en bonde sidder og kigger på biler og får en høne kørt over. Han skubber den første den bedste motorcyklist af sit køretøj og eftersætter misdæderne - med den døde høne i hånden. De når at sejle afsted med en færge, inden han når frem færgelejet. Han sætter efter i robåd. Der er også en dramatisk flugtscene med en besvimet kvinde og pistolskud.